# Kitto Watashi wa / Naseba Naru
Kitto Watashi wa / Naseba Naru (きっと私は/ナセバナル Debe ser / Puedes Hacerlo Si lo Intentas?) es el sexto sencillo de Kobushi Factory. Fue lanzado el 8 de agosto de 2018 en 5 ediciones: 2 regulares, y 3 limitadas. La primera edición de las ediciones regulares incluyó una tarjeta coleccionable aleatoria de 6 tipos dependiendo de la versión (12 en total), la edición SP incluía una tarjeta con el número de serie de la lotería de eventos.

## Lista de Canciones

### CD
1. Kitto Watashi wa
2. Naseba Naru
3. Kitto Watashi wa (Instrumental)
4. Naseba Naru (Instrumental)

### Edición Limitada A DVD
1. Kitto Watashi wa (MV)

### Edición Limitada B DVD
1. Naseba Naru (MV)

### Edición Limitada SP DVD
1. Kitto Watashi wa (Dance Shot Ver.)
2. Naseba Naru (Close-up Ver.)

### Event V
1. Kitto Watashi wa (Close-up Ver.)
2. Naseba Naru (Hirose Ayaka Solo Ver.)
3. Naseba Naru (Nomura Minami Solo Ver.)
4. Naseba Naru (Hamaura Ayano Solo Ver.)
5. Naseba Naru (Wada Sakurako Solo Ver.)
6. Naseba Naru (Inoue Rei Solo Ver.)

## Miembros presentes
- Ayaka Hirose
- Minami Nomura
- Ayano Hamaura
- Sakurako Wada
- Rei Inoue

## Puestos de Oricon

#### Puesto diario y semanal
| Lun | Mar      | Mie | Jue | Vie | Sab | Dom | Puesto Semanal     | Ventas             |
| --- | -------- | --- | --- | --- | --- | --- | ------------------ | ------------------ |
| -   | 3 18,252 | 9   | 5   | 25  | 34  | 11  | 5                  | 23,117             |
| -   | -        | -   | -   | -   | -   | -   | 83                 | 641                |
| -   | -        | -   | -   | -   | -   | -   | 106                | 664                |
| -   | -        | -   | -   | -   | -   | -   | Fuera por 1 semana | Fuera por 1 semana |
| -   | -        | -   | -   | -   | -   | -   | 147                | 242                |
| -   | -        | -   | -   | -   | -   | -   | 193                | 151                |
| -   | -        | -   | -   | -   | -   | -   | 109                | 342                |
| -   | -        | 29  | -   | -   | -   | -   | 111                | 445                |
| -   | -        | -   | -   | -   | -   | -   | 170                | 193                |
| -   | -        | -   | -   | -   | -   | -   | Fuera por 1 semana | Fuera por 1 semana |
| -   | -        | -   | -   | -   | -   | -   | 178                | 164                |

#### Puesto mensual
| Año  | Mes    | Puesto Mensual | Ventas |
| ---- | ------ | -------------- | ------ |
| 2018 | Agosto | 16             | 24,422 |

#### Puesto anual
| Año  | Puesto Anual | Ventas |
| ---- | ------------ | ------ |
| 2018 | 212          | 25,959 |

Total de ventas reportadas: 25,959*